# Super Bowl XIX
Super Bowl XIX var mästerskapsmatch för säsongen 1984 av National Football League mellan National Football Conference-mästaren San Francisco 49ers och American Football Conference-mästaren Miami Dolphins. San Francisco besegrade Miami med siffrorna 38-16 och vann därmed dess andra Super Bowl.